# Frkuljevec Mihovljanski
 Frkuljevec Mihovljanski  falu Horvátországban Krapina-Zagorje megyében. Közigazgatásilag Mihovljanhoz tartozik.

## Fekvése
Krapinátóltól 12 km-re, községközpontjától 3 km-re délkeletre a Horvát Zagorje területén fekszik.

## Története
1857-ben 189, 1910-ben 173 lakosa volt. Trianonig Varasd vármegye Zlatari járásához tartozott. A településnek 2001-ben 112 lakosa volt.

## Külső hivatkozások
- A község hivatalos oldala